# MacOS Server
In informatica macOS Server (precedentemente chiamato Mac OS X Server e OS X Server) è stata una versione separata del sistema operativo macOS sviluppato da Apple Inc. che offriva ulteriori programmi e strumenti per la gestione e la manutenzione di un server. A partire dalla versione Lion Server, è diventato un'applicazione da installare sulla rispettiva versione desktop, tramite il Mac App Store.
Il 21 Aprile 2022 Apple ha annunciato la dismissione di macOS Server .

## Descrizione
La versione server del macOS è basata sullo stesso kernel della versione base, da cui si differenzia per i programmi forniti. La versione server era infatti dotata di:
- gestore degli utenti remoti
- gestore delle stampanti di rete
- server LDAP
- gestore di posta elettronica (mail server)
- server di streaming audio/video in rete
- gestore di reti VPN
- server di iCal
- server Wiki
- server di iChat
- server di Spotlight
- strumenti di produzione di podcast
- utilità di configurazione grafica per il web server
- utilità di configurazione grafica per il protocollo di rete Kerberos

Tutti i programmi sono accessibili tramite interfaccia grafica per permettere una semplice e veloce configurazione. La versione server supporta e gestisce nativamente i server della famiglia Xserve e Xserve RAID, oltre a integrarsi perfettamente con Xsan, la soluzione SAN di Apple. Quasi tutti i servizi si basano su software Open source e quindi potrebbero essere utilizzati anche da un utente domestico sulla versione base del macOS, che in questo caso non disporrebbe però dei programmi di configurazione grafica forniti da Apple; pertanto la gestione e la manutenzione del server diventerebbe un'operazione molto simile a quella che viene eseguita sui sistemi GNU/Linux, prevalentemente testuale.

### Versioni
La prima versione del sistema operativo, Mac OS X Server 1.0, è basato su Rhapsody 5.3, nato dall'unione di OPENSTEP prodotto da NeXT Computer e di Mac OS 8.5.1. Pertanto la GUI era un ibrido tra le due diverse interfacce grafiche. Era comunque possibile utilizzare applicazioni di MAC OS in una finestra separata, grazie all'utilizzo di un runtime layer chiamato Blue Box.
Il 21 maggio 2001, Apple distribuisce la nuova versione del suo sistema operativo basato su Mac OS X Cheetah. Da essa seguirono le diverse versioni server basate su Mac OS X, distribuite in contemporanea con le corrispondenti release del sistema base.
La modalità cambia con la versione 10.7, dove le funzionalità server diventano disponibili acquistandole come applicazione dal Mac App Store.
Nel tempo Apple migra alcune funzionalità di macOS Server nella versione di default di macOS. A partire dal 2018, con la versione 5.7.1 per MacOS Mojave, Server perde diversi servizi open source, come DNS, DHCP, server wiki e Messaggistica istantanea, OpenVPN, DavMail, TFTP, Courier.
Dalla versione 5.12 viene dismesso anche Xsan. Questa versione è compatibile con MacOS Monterey ed è l'ultima supportata da Apple.